# Zeffiro (1905)
«Дзеффіро» (італ. Zeffiro) — ескадрений міноносець  типу «Нембо» ВМС Італії часів Першої світової війни.

## Історія створення
Ескадрений міноносець був закладений на верфі «Cantieri Pattison» в Неаполі. Корабель був спущений на воду 14 травня 1904 року, вступив у стрій 1 квітня 1905 року.

## Історія служби

### Італійсько-турецька війна
Есмінець «Дзеффіро» брав участь в італійсько-турецькій війні.
29-30 вересня 1911 року він взяв участь у бою біля Превези, під час якого було потоплено 3 турецькі міноносці і захоплений один допоміжний крейсер.
У 1912 році, корабель, як і однотипні есмінці, був модернізований. 57-мм гармати «57/43 Mod. 1887» були замінені на 76-мм «76/40 Mod. 1916 R.M». 356-мм торпедні апарати були замінені на 450-мм.
У 1914-1915 роках на кораблі було встановлене обладнання для постановки 10-16 мін.

### Перша світова війна
Після вступу Італії у Першу світову війну «Дзеффіро» був включений до складу IV ескадри есмінців (разом з есмінцями «Аскаро», «Карабіньєре», «Понтьєре», «Фучільєре» і «Карабіньєре»), яка базувалась у Бріндізі. Командував кораблем капітан III рангу Артуро Чано.
24 травня 1915 року, через 2 години після вступу Італії у війну, «Дзеффіро» пробрався в бухту Градо, де торпедами і артилерійським вогнем пошкодив декілька моторних човнів, портові споруди та казарми.
3/4 та 4/5 травня 1916 року «Дзеффіро» разом з «Фучільєре»  здійснив постановку мінних полів поблизу Шибеника.
Вранці 12 травня того ж року «Дзеффіро» (командир корабля - капітан II рангу Костанцо Чано, брат попереднього командира ), «Фучільєре», «Альпіно» та міноносці «30 P.N» і «46 P.N» проникли в бухту Пореча і пошкодили артилерійським вогнем ангари ворожих літаків.
У 1917 році «Дзеффіро» разом з іншими есмінцями декілька разів прикривав атаки італійських літаків на австро-угорські об'єкти.

### Післявоєнна служба
Після закінчення війни, у 1919-1921 роках корабель був модернізований. Була змінена надбудова, демонтований один котел і димова труба, внаслідок чого потужність силової установки зменшилась до 3 400 к.с., а швидкість - до 25 вузлів.
У липні 1921 року корабель був перкласифікований на міноносець.
5 квітня 1923 року «Дзеффіро» був виключений зі складу флоту і зданий на злам.